# São João de Negrilhos
Pour les articles homonymes, voir São João.
São João de Negrilhos est une paroisse civile portugaise (en portugais : freguesia) de la municipalité d'Aljustrel dans le district de Beja.

## Démographie
Lors du recensement de 2021, São João de Negrilhos compte 1 360 habitants. C'est alors la 2e paroisse la plus peuplée de la municipalité d'Aljustrel, après Aljustrel e Rio de Moinhos (5 786 habitants).